# Guillaume Poitevin

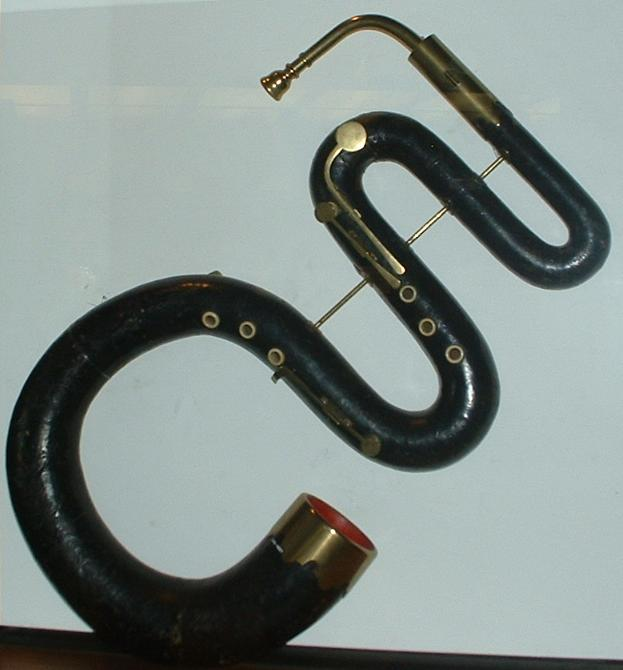
serpent (V&A museum, Londres)

Guillaume Poitevin (né le 2 octobre 1646 à Boulbon près de Tarascon, mort le 26 janvier 1706 à Aix-en-Provence) était un joueur de serpent, maître de chapelle et compositeur français.

## Biographie
Il est formé musicalement à l'école des choristes d'Avignon et entra ensuite à la chapelle de la cathédrale d'Aix-en-Provence. Après quelques années en tant que joueur de serpent, il assume les fonctions de maître de chapelle en 1667 jusqu'à la fin de sa vie. Il fut aussi professeur notamment des compositeurs André Campra et Jean Gilles. Ses œuvres ne sont parvenues aujourd'hui que sous forme d'extraits.

## Discographie
L'Ensemble baroque Les Festes d'Orphée a re-créé et enregistré la totalité de l’œuvre connue à ce jour (a priori ), soit trois Messes (incomplètes) :
- Ave Maria dans Les Maîtres Baroques de Provence - Vol. I - 1996 - Parnassie éditions
- Speciosa facta es dans Les Maîtres Baroques de Provence - Vol. II - 1999 - Parnassie éditions
- Dominus tecum dans Les Maîtres Baroques de Provence - Vol. II - 1999 - Parnassie éditions